# Berättelsen om Narnia (filmserie)
Berättelsen om Narnia är en serie fantasyfilmer, som är baserade på den brittiska författaren C.S. Lewis böcker om landet Narnia. Av sju böcker har tre böcker filmatiserats — Berättelsen om Narnia: Häxan och lejonet (2005), Berättelsen om Narnia: Prins Caspian (2008) och Berättelsen om Narnia: Kung Caspian och skeppet Gryningen (2010). Den första filmen ligger på en 42:a plats på listan över mest inkomstbringande spelfilmer.

## Handling
Häxan och lejonet (2005): Lucy, Edmund, Susan och Peter är fyra syskon som måste flytta från sin mamma och ut på landet för att kunna komma undan från kriget. De hamnar i ett stort hus, med stor trädgård, men har det väldigt tråkigt. Vid en kurragömmalek hittar Lucy ett klädskåp som står i ett tomt rum. När hon går in i klädskåpet upptäcker hon snart att hon funnit ett passage till en annan värld. Narnia.
Prins Caspian (2008): Caspian den tionde väcks av sin professor som förklarar att Caspian måste fly. Lord Miraz's män är på väg in till Caspians kammare, för att döda honom. Han flyr in till skogen där han slutligen stöter på Narnier och blåser i drottning Susan's horn. Cirka ett år efter att de lämnat Narnia står nu Lucy, Edmund, Susan och Peter i en tunnelbana och väntar på ett tåg. Medan ett tåg passerar känner de av magi så de tar varandras händer och plötsligt står de på en strand i Narnia.
Kung Caspian och skeppet Gryningen (2010): Edmund och Lucy tvingas bo hos sin arrogante, egoistiske och ständigt klagande kusin Eustace och hans föräldrar Harold och Alberta Scrubb. I ett av rummen sitter en tavla som föreställer ett skepp på öppet hav, och i det rummet står Lucy, Edmund och Eustace när tavlan plötsligt vaknar till liv. Vatten öser ut ur tavlan och fyller rummet. Eustace som inte tror på sagor eller magi blir väldigt upprörd, medan Lucy och Edmund som förstår att det återigen är Narnia som väntar, blir glatt överraskade. Alla tre är nu under vattnet, och de simmar upp mot ytan, och upptäcker att de befinner sig i ett stort hav, framför ett stort skepp. I Narnia.

## Om filmerna
De två första filmerna regisserade Andrew Adamson och de var producerade av Walden Media och Walt Disney. Den första filmen, Häxan och lejonet, hade premiär den 21 december 2005 i Sverige. Häxan och lejonet var en stor publikframgång och spelade in motsvarande 6,2 miljarder kronor. Djungeltrumman.se gav filmen fyra av sex i betyg.
Den andra filmen, Prins Caspian, hade premiär den 2 juli 2008 i Sverige. Prins Caspian drog in 3,5 miljarder kronor. Svenska Dagbladet gav filmen fyra av sex i betyg.
Den tredje filmen, Kung Caspian och skeppet Gryningen, regisserade Michael Apted och den var producerad av Walden Media och 20th Century Fox.
Kung Caspian och skeppet Gryningen hade premiär den 25 december 2010 i Sverige. Svenska Dagbladet gav filmen två av sex i betyg.

## Rollista (i urval)
| Skådespelare    | Roll            |
| --------------- | --------------- |
| William Moseley | Peter Pevensie  |
| Anna Popplewell | Susan Pevensie  |
| Skandar Keynes  | Edmund Pevensie |
| Georgie Henley  | Lucy Pevensie   |
| Will Poulter    | Eustace Scrubb  |
| Liam Neeson     | Aslan           |
| Tilda Swinton   | Vita Häxan      |
| Ben Barnes      | Caspian         |

## Priser
Häxan och lejonet vann en Oscar för bästa smink.

## Framtid
Silvertronen är nästa del som kommer att bli filmatiserad. Inspelningen blev väldigt fördröjd efter att studion förlorade rättigheterna.
Under hösten 2013 meddelades det att Silvertronen kommer att göras. Lite senare anlitades David Magee som manusförfattare. Manuset blev färdigställt under sommaren 2015.